# Erich Grüner
Erich Grüner (* 11. August 1909 in Schramberg; † 26. Juli 1995) war ein deutscher Hotelier und Politiker (BCSV, CDU).

## Leben
Grüner war Inhaber des Hotels „Deutsches Haus“ in der Konstanzer Altstadt. 1960 erweiterte er seinen Hotelbetrieb und erwarb das in unmittelbarer Nähe liegende Hotel „Krone“, das wiederum nach einem Weiterverkauf 1973 geschlossen wurde.
Nach dem Zweiten Weltkrieg trat Grüner in die Badische Christlich-Soziale Volkspartei (BCSV) ein, aus der später der Landesverband der CDU Baden hervorging. Bei der Landtagswahl in Baden 1947 wurde er im Wahlkreis 2 (Konstanz) als Abgeordneter in den Badischen Landtag gewählt, dem er bis zu dessen Auflösung im Jahre 1952 angehörte.